# リッジウェイ・ピット (第3代ロンドンデリー伯爵)
第3代ロンドンデリー伯爵リッジウェイ・ピット（英語: Ridgeway Pitt, 3rd Earl of Londonderry、1722年頃 – 1765年1月8日）は、アイルランド貴族、イギリスの庶民院議員。

## 生涯
初代ロンドンデリー伯爵トマス・ピット（1729年没）とフランシス・リッジウェイ（Francis Ridgeway、1772年5月18日没、第4代ロンドンデリー伯爵ロバート・リッジウェイの娘）の息子として生まれた。1730年4月よりウェストミンスター・スクールで教育を受け、1734年よりバリー・セント・エドマンズで教育を受けた後、1740年9月25日にケンブリッジ大学セント・ジョンズ・カレッジに入学した。また、1735年8月25日に兄トマスが死去すると、ロンドンデリー伯爵の爵位を継承した。
1747年イギリス総選挙で王太子フレデリック・ルイスの支持を受け、親族のトマス・ピットの影響力もありキャメルフォード選挙区で当選を果たした。次の1754年イギリス総選挙には出馬しなかった。
1765年1月8日にナイツブリッジで死去した。生涯未婚であり、後継者がおらず爵位は全て断絶した。